# Hénanbihen
Hénanbihen település Franciaországban, Côtes-d’Armor megyében. Lakosainak száma 1429 fő (2022. január 1.). Hénanbihen Plurien, La Bouillie, Hénansal, Landébia, Pléboulle, Ruca, Saint-Denoual és Saint-Pôtan községekkel határos.

## Népesség
A település népességének változása:
| Lakosok száma | 1431 | 1404 | 1346 | 1313 | 1393 | 1364 | 1314 | 1325 | 1328 | 1429 |
|               | 1968 | 1982 | 1990 | 2006 | 2013 | 2015 | 2017 | 2019 | 2020 | 2022 |